# Televizier (wielerploeg)
Televizier was een Nederlandse wielerploeg die in de jaren zestig actief was met bekende renners als Jo de Roo en Gerben Karstens. Vooral in de Ronde van Spanje kende het twee bijzonder succesvolle jaren (1966 en 1967), waarin vele etappes werden gewonnen.

## Geschiedenis
In 1961 nam een zeskoppige selectie onder leiding van Klaas Buchly deel aan de Ronde van Nederland, gesponsord door Televizier. 
Vlak voor de Ronde van Frankrijk 1964 werd Televizier sponsor van een heuse profploeg, volledig bestaand uit Nederlandse renners, onder andere met Piet van Est en Henk Nijdam. Nijdam won dat jaar meteen een Tour-etappe voor het team. De ploegleider was Kees Pellenaars.
Een jaar later werd de ploeg versterkt met Jo de Roo en Gerben Karstens en braken Cees Haast en Leo van Dongen door. De Roo kende een sterk jaar met winst in de Ronde van Vlaanderen en het NK. Karstens won Parijs-Tours. Bovendien schreven beide aanwinsten een etappe in de Ronde van Nederland op hun naam. De renners werden voor hun materiaal bijgestaan door de wielermecanicien John Krijnen. 
In 1966 werd fietsenfabrikant Batavus aan de teamnaam toegevoegd. Jos van der Vleuten kwam over van Flandria en won het puntenklassement van de Ronde van Spanje. Er werden in totaal negen etappes in deze ronde gewonnen, merkwaardig genoeg niet door Van der Vleuten. Nijdam en Karstens werden elk drie keer gehuldigd. Karstens werd ook Nederlands kampioen. Jo de Roo schreef Omloop het Volk op zijn naam.
1967 was het laatste jaar dat Televizier-Batavus actief was. Twee 21-jarige nieuwelingen, Evert Dolman en Jan Harings, wonnen een etappe in de Vuelta, net als Van der Vleuten, Nijdam en Karstens (4x). Net als een jaar eerder was Cees Haast de best geklasseerde renner, ditmaal op de vijfde plaats in een Ronde die werd gewonnen door Jan Janssen van Pelforth.
Na het opdoeken van Televizier vertrokken Nijdam, Karstens en Van der Vleuten naar Peugeot.

## Ploegnamen

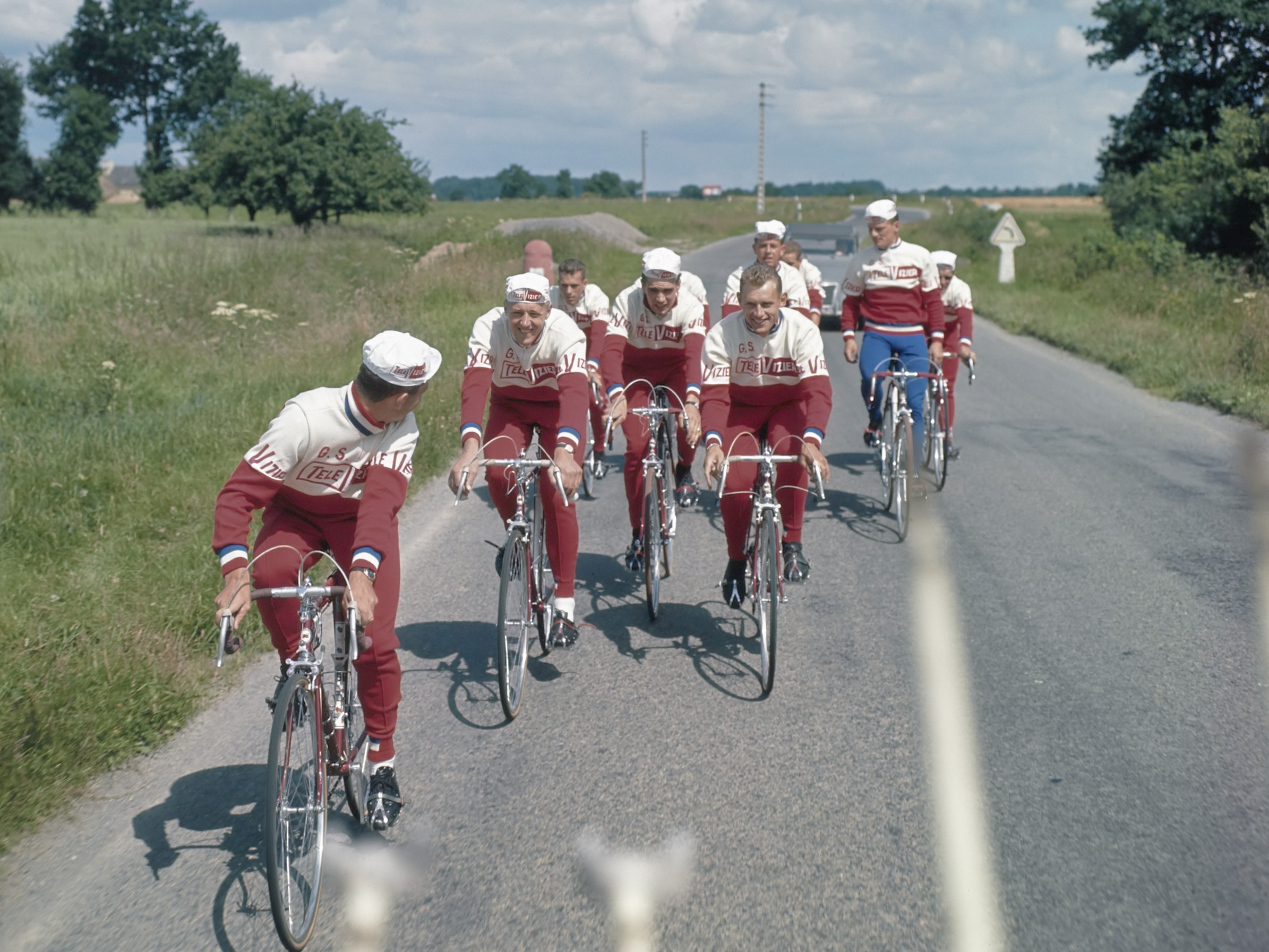
Televizierploeg